# Sonny with a Chance (trilha sonora)
Sonny with a Chance é a trilha sonora da série original do Disney Channel de mesmo nome. O álbum foi lançado no dia 5 de outubro de 2010 nos Estados Unidos.

## Singles
- "So Far, So Great", tema de abertura da série, cantado por Demi Lovato, foi o primeiro single da trilha sonora. Foi lançado no dia 9 de junho de 2009 para marcar a estréia da série. Ele apareceu no álbum Disney Channel Playlist e, posteriormente, foi uma faixa bônus no álbum Here We Go Again, de Demi.
- "Me, Myself and Time" foi o segundo single, primeiro lançado especialmente para promover a trilha. Ele foi lançado digitalmente em 3 de agosto de 2010, mas foi apresentada pela primeira vez em 11 de abril de 2010, dia em que foi transmitido o episódio "Sonny with a Song" nos Estados Unidos, no qual a personagem Sunny, vivida por Lovato, canta a canção.

## Faixas
| N.º | Título                 | Compositor(es)                                               | Artista          | Duração |  |
| 1.  | "Me, Myself and Time"  | Antonina Armato, Tim James, Devrim Karaoglu                  | Demi Lovato      | 3:47    |  |
| 2.  | "Hanging"              | Lauren Christy, Sterling Knight, Graham Edwards, Scott Spock | Sterling Knight  | 2:58    |  |
| 3.  | "Kiss Me"              | Adam Gurvitz, Tiffany Thornton                               | Tiffany Thornton | 3:34    |  |
| 4.  | "What To Do"           | Jeannie Lurie, Aris Archantis, Chen Neeman                   | Demi Lovato      | 3:03    |  |
| 5.  | "How We Do This"       | Lauren Christy, Graham Edwards, Scott Spock, Sterling Knight | Sterling Knight  | 2:52    |  |
| 6.  | "Work of Art"          | Adam Anders, Nikki Hassman, Pam Sheyne                       | Demi Lovato      | 2:56    |  |
| 7.  | "Come Down with Love"  | Zachary Porter, Mike Daly, Nathan Darmady                    | Allstar Weekend  | 3:05    |  |
| 8.  | "Sure Feels Like Love" | Tiffany Thornton, Jeff Cohen, Marshall Altman                | Tiffany Thornton | 3:43    |  |
| 9.  | "So Far, So Great"     | Jeanne Lurie, Aris Archontis, Chen Neeman                    | Demi Lovato      | 2:14    |  |

## Paradas musicais
| Parada (2008)                    | Melhor posição |
| -------------------------------- | -------------- |
| Estados Unidos (Billboard 200)   | 163            |
| Estados Unidos (Top Soundtracks) | 8              |
| Estados Unidos (Kids Albuns)     | 3              |